# 佐藤勉

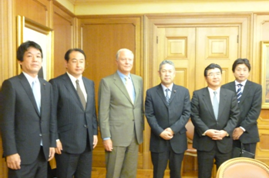
2013年、アテネにて(右から3人目)

佐藤 勉（さとう つとむ、1952年〈昭和27年〉6月20日 - ）は、日本の政治家。自由民主党所属の衆議院議員（10期）。
自由民主党総務会長（第58代）、総務大臣（第11代）・内閣府特命担当大臣（地方分権改革）、国家公安委員会委員長（第78代）・内閣府特命担当大臣（沖縄及び北方対策・防災）、総務副大臣（第1次安倍改造内閣・福田康夫内閣）、自由民主党国会対策委員長（第55代）、衆議院総務委員長、衆議院議院運営委員長、衆議院国家基本政策委員長、栃木県議会議員（3期）を歴任した。栃木県議会議員の佐藤良は長男。次男は佐藤の政策秘書。

## 概説

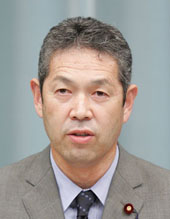
国家公安委員会委員長就任時の記者会見にて

1952年、栃木県下都賀郡壬生町生まれ。栃木県立壬生高等学校を経て、日本大学工学部土木工学科卒業。
1975年に日大を卒業し、間組に入社する。
1989年に36歳で栃木県議会議員に当選。
1996年に第41回衆議院議員総選挙に自由民主党公認で栃木4区から出馬した。新進党の山岡賢次らを破り、初当選した。党内派閥は宮澤派に所属するが、2000年の加藤の乱で加藤紘一と行動を共にして後は、小派閥に転落した旧加藤 - 小里 - 谷垣派に身を置き、谷垣派の解散に伴い古賀派に所属した。
2006年、衆議院総務委員長に就任。2007年、安倍改造内閣で総務副大臣に就任し、福田康夫内閣でも再任された。
2008年、麻生内閣で国家公安委員会委員長、内閣府特命担当大臣（沖縄及び北方対策、防災）に任命され、初入閣。翌2009年6月、日本郵政のかんぽの宿売却問題をめぐり鳩山邦夫総務大臣が辞任したため、総務大臣、内閣府特命担当大臣（地方分権改革）を兼務する。7月の閣僚の補充人事により国家公安委員会委員長及び内閣府特命担当大臣（沖縄及び北方対策、防災）に林幹雄が就任したため佐藤は退任し、9月まで総務大臣を務めた。
同年8月の第45回衆議院議員総選挙では、栃木4区で民主党の山岡に敗北。重複立候補していた比例北関東ブロックで復活し、5選。
2012年10月、所属していた古賀派を退会し、自由民主党総裁を退任後間もない谷垣禎一を中心に逢沢一郎、中谷元らが旗揚げした勉強会「有隣会」に参加。同年12月の第46回衆議院議員総選挙では、栃木4区で日本未来の党に移籍した山岡らを破り、6選。
2013年10月11日、体調不良のため辞任した鴨下一郎の後任として自由民主党国会対策委員長に就任した。
2014年12月の第47回衆議院議員総選挙では、栃木4区で7選。
自民党国会対策委員長や衆院議運委員長など議員生活の8割で議会運営に携わった。2015年の安全保障関連法の成立を主導。「自分が持つ国対技術の全てを注いだ」と振り返る。
2016年9月、衆議院議院運営委員長に就任。
2017年5月12日、麻生派、山東派との合流へ向け有隣会を離脱。そして有隣会離脱者を中心とする「天元会」を設立し会長に就任。その後7月3日、合流により新派閥志公会が発足。佐藤は会長代理に就任。10月22日の第48回衆議院議員総選挙では、栃木4区で8選。
2020年9月16日、自民党総務会長に就任。
2021年10月31日、第49回衆議院議員総選挙で立憲民主党の藤岡隆雄に迫られるも勝利し、9選。
2022年2月25日、御法川信英、丹羽秀樹、阿部俊子と共に、麻生派を退会。
2024年9月27日に行われた自民党総裁選挙において、1回目の投票では小泉進次郎に投じ、得票数1位の高市早苗と2位の石破茂が進んだ決選投票では石破に投じた。
第50回衆議院議員総選挙では支援者に対して引退を表明したものの、撤回して出馬。2024年10月31日の総選挙で立憲民主党の藤岡に敗れるが、比例復活で10選。

## 政策・主張

### 憲法改正
- 憲法改正に賛成[14]。
- 集団的自衛権の行使を禁じた政府の憲法解釈を見直すことに賛成[14]。
- 日本の核武装について、将来にわたって検討すべきでないとしている[14]。

### 消費税増税
- 2012年の公開アンケートにおいて、消費税を2014年4月に8%、2015年10月に10%まで引き上げる法律が成立したことについて「法律通りに引き上げるべきだ」と回答している[14]。
- 2014年の公開アンケートにおいて、「2017年4月に消費税率を10%に引き上げるべきだ」と回答している[15]。
- 2017年の公開アンケートにおいて、消費税を2019年10月に10%に引き上げることについて「賛成」と回答している[16]。
- 「消費税0%の検討」を掲げた『国民を守るための「真水100兆円」令和2年度第2次補正予算に向けた提言』に賛同している[17]。

### その他
- 総務大臣として、「簡素にして温かい政府を目指し、行政改革を強力に推進」する[18]。
- 「地方公務員の定員の純減を進める」と主張[18]。地方公務員数を削減するように主張している。
- 「定住自立圏構想」を推進[18]。
- 「郵政民営化の路線は間違いでない」と答弁[19]。民営化による歳出削減により社会保障を充実させるとしている。
- 日本のTPP参加に反対[14]。（党は推進）
- 2002年に例外的に夫婦の別姓を実現させる会に参加している。一方、2014年のアンケートでは、選択的夫婦別姓制度導入に反対[20]、としている。
- 原発について当面は必要だが、将来的には廃止すべきとしている。[21]

## 不祥事

### 日本歯科医師連盟から迂回献金
2004年の東京地検特捜部が摘発した日歯連闇献金事件の捜査過程において、2001年11月に日本歯科医師連盟から自民党を経由して、当時、厚生労働大臣政務官を務めていた佐藤に500万円が迂回献金として政治資金収支報告書に記載されずに渡っていた可能性が指摘された。民主党が佐藤を政治資金規正法違反容疑で告発し、特捜部は佐藤を収賄容疑で立件することも検討したが、2004年12月、嫌疑不十分で不起訴処分とした。その後、東京第1検察審査会による「不起訴不当」議決を受けて捜査を行ったが、2005年12月に再度不起訴処分とした。
佐藤は2008年の国家公安委員会委員長就任時、献金は既に返金していると述べた。

### 事前選挙運動疑惑
第45回衆議院選挙活動が解禁されていない2008年9月25日未明，国家公安委員長就任の会見で，事故米の件での強制捜査に関して『私も今「選挙活動」ということで特に農家等々を訪れると，この件については本当に真剣に考えてくれという話があって，身につまされた状況だと思う』と発言した。会見後に「"政治活動"の言い間違いだった」と訂正したが，警察庁を管理する国家公安委員会のトップが公職選挙法が禁じる事前活動をしていると受け取れる発言だった。この会見で「事故米の食品転用問題など食の安全にどう取り組むか」との質問に対し「誠に悪質な事件」とした上で，前日に大阪府警などが「三笠フーズ」本社などの家宅捜査に着手したことを説明。「警察としては厳正に対処すべきものと考えている」などと説明したと報道された。

## 人物
- 2014年の第186回国会において、過去に、大臣、副大臣、政務官、補佐官、議長、副議長、委員長の要職にあった衆議院議員で、質問、議員立法、質問主意書のいずれかの提出がなかった24人の議員（野田佳彦、小沢一郎、野田毅、亀井静香、鳩山邦夫、中村喜四郎、浜田靖一、高村正彦、平沼赳夫、丹羽雄哉、額賀福志郎、大島理森、川崎二郎、金子一義、山口俊一、山本有二、大畠章宏、小池百合子、細田博之、塩谷立、渡海紀三朗、林幹雄、伊藤達也、佐藤勉）の一人として紹介されている[26][27]。
- 望月義夫の逝去後、2020年 第201回国会において、「故議員 望月義夫君に対する追悼演説」を行った[28]。

## 選挙歴
| 当落 | 選挙                   | 執行日         | 年齢 | 選挙区                | 政党       | 得票数     | 得票率 | 定数 | 得票順位 /候補者数 | 政党内比例順位 /政党当選者数 |
| ---- | ---------------------- | -------------- | ---- | --------------------- | ---------- | ---------- | ------ | ---- | ------------------ | ---------------------------- |
| 当   | 第41回衆議院議員総選挙 | 1996年10月20日 | 44   | 栃木4区               | 自由民主党 | 11万7851票 | 53.33% | 1    | 1/4                | /                            |
| 当   | 第42回衆議院議員総選挙 | 2000年06月25日 | 48   | 栃木4区               | 自由民主党 | 11万5284票 | 48.81% | 1    | 1/4                | /                            |
| 当   | 第43回衆議院議員総選挙 | 2003年11月09日 | 51   | 栃木4区               | 自由民主党 | 12万5031票 | 52.75% | 1    | 1/3                | /                            |
| 当   | 第44回衆議院議員総選挙 | 2005年09月11日 | 53   | 栃木4区               | 自由民主党 | 14万304票  | 54.24% | 1    | 1/3                | /                            |
| 比当 | 第45回衆議院議員総選挙 | 2009年08月30日 | 57   | 比例北関東（栃木4区） | 自由民主党 | 10万9287票 | 40.20% | 1    | 2/4                | 6/6                          |
| 当   | 第46回衆議院議員総選挙 | 2012年12月16日 | 60   | 栃木4区               | 自由民主党 | 10万9762票 | 51.13% | 1    | 1/5                | /                            |
| 当   | 第47回衆議院議員総選挙 | 2014年12月14日 | 62   | 栃木4区               | 自由民主党 | 11万4328票 | 59.13% | 1    | 1/3                | /                            |
| 当   | 第48回衆議院議員総選挙 | 2017年10月22日 | 65   | 栃木4区               | 自由民主党 | 11万1167票 | 54.44% | 1    | 1/3                | /                            |
| 当   | 第49回衆議院議員総選挙 | 2021年10月31日 | 69   | 栃木4区               | 自由民主党 | 11万1863票 | 51.10% | 1    | 1/2                | /                            |
| 比当 | 第50回衆議院議員総選挙 | 2024年10月27日 | 72   | 比例北関東（栃木4区） | 自由民主党 | 7万5260票  | 41.62% | 1    | 2/3                | 5/7                          |

## 所属団体・議員連盟
- 自民党たばこ議員連盟[29]
- 神道政治連盟国会議員懇談会[30]
- みんなで靖国神社に参拝する国会議員の会[30]
- 日韓議員連盟
- 日本の前途と歴史教育を考える議員の会
- 例外的に夫婦の別姓を実現させる会
- TPP交渉における国益を守り抜く会